# Fusarium coeruleum
Fusarium coeruleum är en svampart som beskrevs av Lib. ex Sacc. 1886. Fusarium coeruleum ingår i släktet Fusarium och familjen Nectriaceae.   Inga underarter finns listade i Catalogue of Life.